# Lotus 1-2-3
Lotus 1-2-3，是Lotus Software（美國蓮花軟體公司）於1983年起所推出的電子試算表軟體，在DOS時期廣為個人電腦使用者所使用，是一套殺手級應用軟體。但在Windows興起後，微軟強力營銷其Microsoft Office軟體，因此Lotus 1-2-3就逐漸式微。

## 起點
Lotus，是由米奇·卡普爾（Mitch Kapor）在1982年創建的软件公司，他們推出的Lotus 1-2-3紅極一時，擊敗了微軟的Multiplan，幾乎壟斷了電子試算表。Lotus 1-2-3的命名原因是它本身所擁有的三大功能：第一、強大的試算表（spreadsheet）功能；第二、圖形整合功能；第三、簡易資料庫功能，故稱為1-2-3，在當時這三種功能原本是由三個不同的軟體分別來執行。事實上其本身還具有文字處理、文件管理的功能。1983年首次發行，成為IBM相容電腦的第一套殺手級應用軟體，功能多而且运算速度快，很快就成为世界上第一个销售超过100萬套的软件，當時微軟的查尔斯·西蒙尼（Charles Simonyi）回憶說：“我第一次看到Lotus 1-2-3，我就知道我们遇到麻烦了（I knew we were in trouble the first time I saw it.）”。第二版的Lotus 1-2-3，被稱為Symphony，有人叫它Lotus 1-2-3-4-5，在1-2-3的基础上又拼装了文字处理和通訊功能。

## 微軟的反攻
1980年代後期，Lotus 1-2-3因微軟推出「Excel」而受到極大威脅，1988年微軟從蓮花手上奪下12%的市場，还在不断扩大战果。Lotus 1-2-3因為是用汇编语言撰寫的，在移植上有一定的難度，遲至二年後才推出。微軟在作業系統平台的優勢下，Excel逐漸取代了Lotus 1-2-3 ，成為主流的電子試算表軟體。

## 现状
1995年6月11日，IBM于以35亿美元收购了蓮花公司，现在的蓮花成为了IBM的一家子公司，而Lotus 1-2-3也成为了IBM公司的五大软件产品线（Information Management、Lotus、Rational、Tivoli、WebSphere）之一。

## 停售
IBM Lotus 1-2-3已于2013年6月11日停止销售，软件支持服务持续到了2014年9月30日正式结束。